# Efthimis Koulouris
Efthimis Koulouris (Skydra, Grecia, 6 de marzo de 1996) es un futbolista griego que juega en la posición de delantero en el Pogoń Szczecin de la Ekstraklasa.

## Trayectoria
Criado en la cantera del PAOK FC, con el que ganó Superliga Sub-17 y una Sub-20 y rompió el récord goleador que ostentaba Stefanos Athanasiadis, a los 25 años da el salto al primer equipo en un partido de la Copa de Grecia de la temporada 2013/14 anotando dos goles. Esa misma temporada forma ya parte de la plantilla confecionada para jugar en la liga.
En la temporada 2015/16 es cedido por el equipo griego al Anorthosis Famagusta de la CYTA Championship chipriota. El 28 de octubre de 2015, el delantero de 19 años anota seis goles y dar una asistencia en la victoria  por 9-0  al Elpida Xylofagou FC en un partido correspondiente a Copa de Chipre. Terminó la temporada con 6 goles en la Primera División de Chipre y 13 goles en todas las competiciones.
Regresó a PAOK para la temporada 2016-2017 donde jugó 32 partidos entre todas las competiciones. A finales de esa misma temporada acordó una extensión de su contrato con PAOK hasta el verano de 2021.
Para la temporada 2018-19 fue cedido al Atromitos de Atenas. Finalizada la cesión, el PAOK lo vendió al Toulouse FC.

## Selección nacional
Después de haber sido convocado y haber jugado en todos los escalafones de la selección helena, en marzo de 2018, fue convocado por la selección absoluta para los partidos amistosos contra Suiza el 23 de marzo de 2018 y contra Egipto el 27 de marzo de 2018.